# Vereniging Dragers Militaire Dapperheidsonderscheidingen
De Vereniging Dragers Militaire Dapperheidsonderscheidingen werd op 5 mei 1970 opgericht onder de naam "Vereniging Dragers Bronzen Leeuw en Bronzen Kruis" en heeft op 17 april 2008 bij besluit van de algemene vergadering haar naam gewijzigd in "Vereniging Dragers Militaire Dapperheidsonderscheidingen". De vereniging breidde daarop haar ledenkring uit met dragers van het Kruis van Verdienste, het Vliegerkruis en in principe ook de Ridders der Militaire Willems-Orde al hebben deze hun eigen Koninklijke Vereniging van Ridders der Militaire Willems-Orde.
De inspecteur-generaal der Krijgsmacht tevens inspecteur der Veteranen is beschermheer van de Vereniging Dragers Militaire Dapperheidsonderscheidingen. 
Het bestuur vraagt "in gesprek met de overheid en samenleving aandacht voor de maatschappelijke erkenning, herkenning en waardering van alle dragers van verschillende strijdtonelen en vredesmissies".
Het lidmaatschap van de Vereniging staat open voor alle dragers van de Bronzen Leeuw, het Bronzen Kruis, het Kruis van Verdienste (deze onderscheiding werd in de Tweede Wereldoorlog ook aan burgers verleend) en het Vliegerkruis, overeenkomstig aan dat van de Koninklijke Vereniging Ridders der Militaire Willems-Orde waar alle Ridders bij aangesloten zijn. 
Ook de weduwen of weduwnaars van de gedecoreerden kunnen desgewenst lid worden.